# 迦南人
迦南人，巴勒斯坦的早期居民，讲闪语族语言，属于闪米特民族的一支。血缘上与阿拉伯人和犹太人相近，在新石器時代由當地人與東方移民混血所產生
。他們曾經击败希伯来人（犹太人）对巴勒斯坦的入侵，但後來最終被希伯来人統治。随后融入其他闪米特民族。現代90%黎巴嫩人的DNA來自迦南人。